# Kamenka (Kaliningrad, Prawdinsk)
Kamenka (russisch Каменка, deutsch Groß Pentlack, 1928–1950 Pentlack) ist ein Ort in der russischen Oblast Kaliningrad (Gebiet Königsberg (Preußen)). Er liegt im äußersten Südosten des Rajon Prawdinsk (Kreis Friedland (Ostpr.)) und gehört zur Gorodskoje posselenije Schelesnodoroschnoje (Stadtgemeinde Schelesnodoroschny (Gerdauen)).

## Geographische Lage
Kamenka liegt vier Kilometer nördlich von Krylowo (Nordenburg) an der russischen Fernstraße A 197 (ehemalige deutsche Reichsstraße 139) unmittelbar südlich der Einmündung der Fernstraße R 508 aus Richtung Osjorsk (Darkehmen, 1938–1945 Angerapp). Im Ort zweigt eine Nebenstraße ab, die über Sergejewka (Klein Pentlack), Podlipowo (Hochlindenberg) und Malodworki (Sechshuben) nach Mosyr (Klein Gnie) führt.
Bis 1945 sorgte die Bahnstation im Ortsteil Katzborn (bis 1910 Sophienwalde, russisch: Makejewka) für die Anbindung an die Bahnstrecke Insterburg (russisch: Tschernjachowsk)–Warnascheln (1938–1945 Warnheide)–Nordenburg (Krylowo) der Insterburger Kleinbahnen. Heute besteht kein Bahnanschluss mehr.

## Geschichte
Am 9. April 1874 wurde das damalige Groß Pentlack Verwaltungssitz und namensgebender Ort des neugebildeten Amtsbezirks Groß Pentlack. Er wurde 1934 in „Amtsbezirk Pentlack“ umbenannt und gehörte bis 1945 zum Landkreis Gerdauen im Regierungsbezirk Königsberg der preußischen Provinz Ostpreußen. Zum Amtsbezirk zugehörig waren die Landgemeinde Klein Pentlack (russisch: Sergejewka), und die Gutsbezirke Adolfswalde (russisch: Danilowo) und Groß Pentlack.
Am 17. September 1909 wurde aus dem Gutsbezirk Groß Pentlack ein Gutsbezirk namens „Sophienwalde“ herausgetrennt und am 2. Februar 1910 in „Katzborn“ (ab 1946 russisch: Makejewka) umbenannt. Im Jahre 1910 zählte Groß Pentlack 203 Einwohner.
Am 30. September 1928 schließlich wurden der Gutsbezirk Groß Pentlack und der Gutsbezirk Katzborn zu neuen Landgemeinde Pentlack zusammengeschlossen. Die Einwohnerzahl betrug 1933 schon 379 und 1939 noch 369.
Infolge des Zweiten Weltkriegs kam Pentlack mit dem nördlichen Ostpreußen zur Sowjetunion und erhielt 1950 den neuen Namen „Kamenka“. Bis zum Jahre 2009 war der Ort innerhalb der seit 1991/92 russischen Oblast Kaliningrad in den Krylowski sowjet (Dorfsowjet Krylowo (Nordenburg)) eingegliedert. Seit einer Struktur- und Verwaltungsreform gehört Kamenka jetzt als „Siedlung“ (possjolok) eingestufte Ortschaft zur Gorodskoje posselenije Schelesnodoroschnoje (Stadtgemeinde Schelesnodoroschny (Gerdauen)) im Rajon Prawdinsk.

## Kirche
Die vorwiegend evangelische Bevölkerung von (Groß) Pentlack war bis 1945 in das Kirchspiel Nordenburg (russisch: Krylowo) eingepfarrt. Es lag im Kirchenkreis Gerdauen (russisch: Schelesnodoroschny) innerhalb der Kirchenprovinz Ostpreußen der Kirche der Altpreußischen Union.
Heute liegt Kamenka innerhalb der Kirchenregion Tschernjachowsk (Insterburg) der Propstei Kaliningrad die Teil der Evangelisch-Lutherischen Kirche Europäisches Russland (ELKER) ist.